# Ahmed Rhail
Ahmed Rhail (em árabe: أحمد رحيل; nascido em 1955) é um ex-ciclista marroquino.
Nos Jogos Olímpicos de Verão de 1984, Rhail competiu representando o Marrocos na prova de estrada individual, no entanto, ele não terminou a corrida.